# مارك شتاين (كاتب)
مارك شتاين (بالإنجليزية: Mark Stein)‏ هو كاتب أمريكي، ولد في 18 مايو 1951.

## وصلات خارجية
- مارك شتاين على موقع IMDb (الإنجليزية)
- مارك شتاين على موقع قاعدة بيانات الفيلم (الإنجليزية)